# Aulonocara jacobfreibergi
Aulonocara jacobfreibergi är en fiskart som först beskrevs av Johnson, 1974.  Aulonocara jacobfreibergi ingår i släktet Aulonocara och familjen Cichlidae. IUCN kategoriserar arten globalt som livskraftig. Inga underarter finns listade.

## Bildgalleri

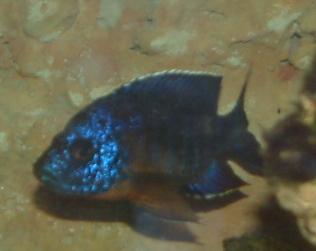
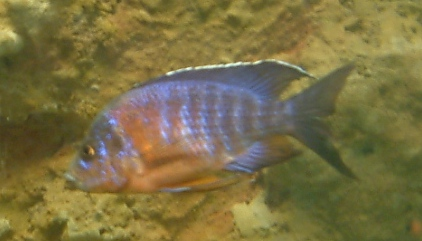
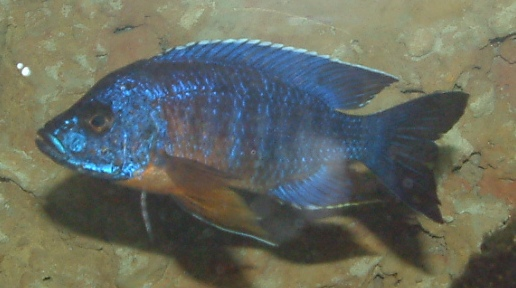
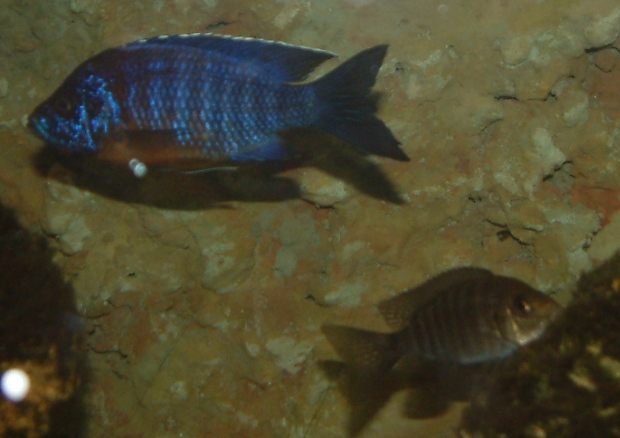
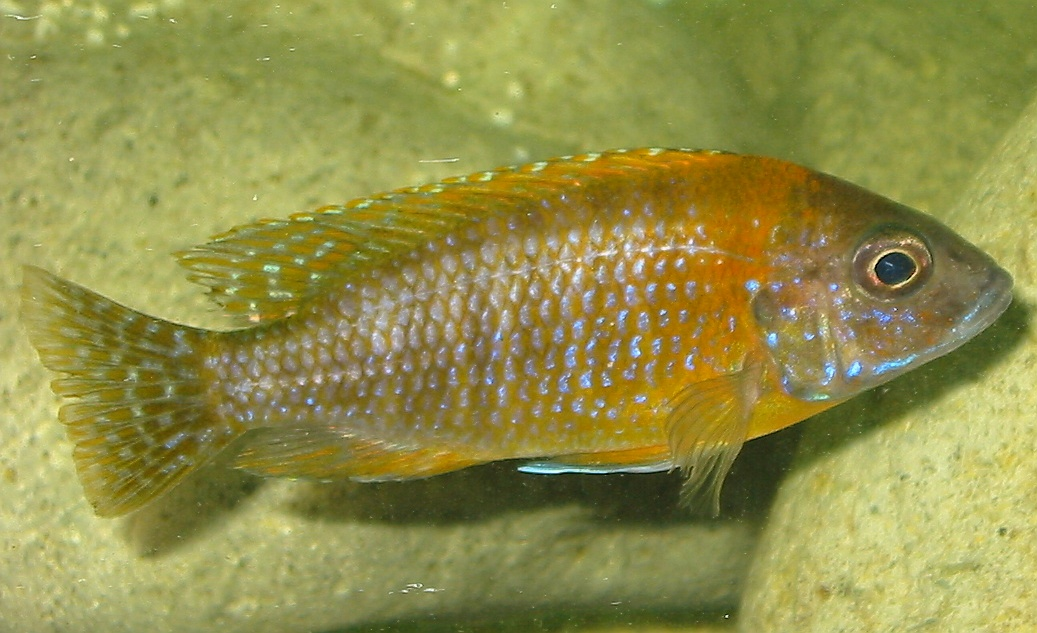